# موريسون (أركنساس)
موريسون (بالإنجليزية: Morrison Bluff, Arkansas)‏ هي بلدة أمريكية تقع في الولايات المتحدة في مقاطعة لوغان، أركنسو. يقدر عدد سكانها بـ 74 نسمة ومساحتها 2.8 كم2 و وترتفع عن سطح البحر 117 متر.